# レーティッシュ鉄道Ge6/6 I形電気機関車

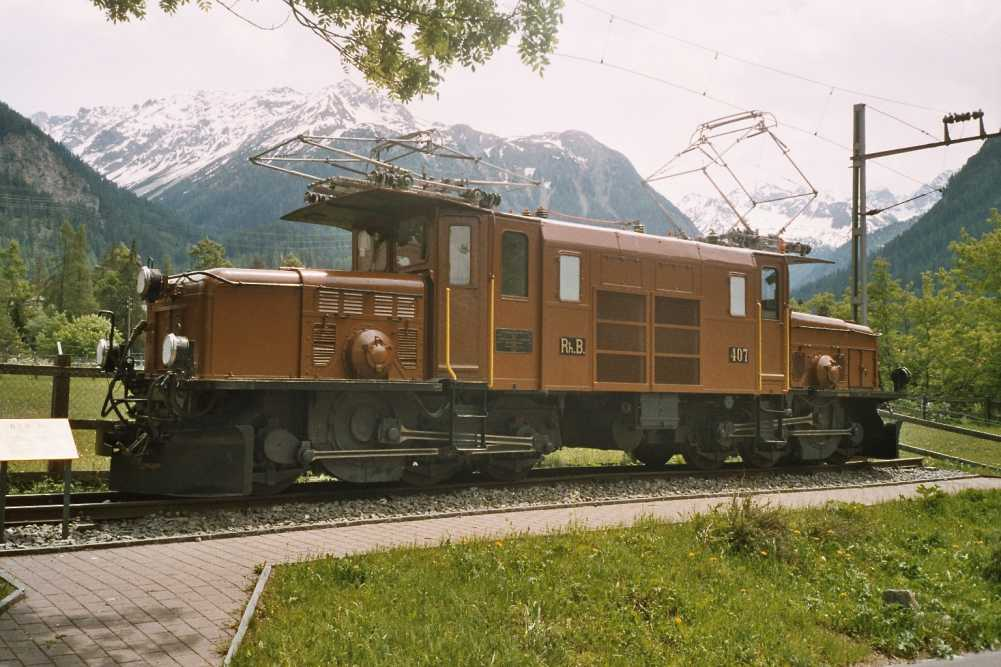
Ge6/6^{I}形、保存中の407号機

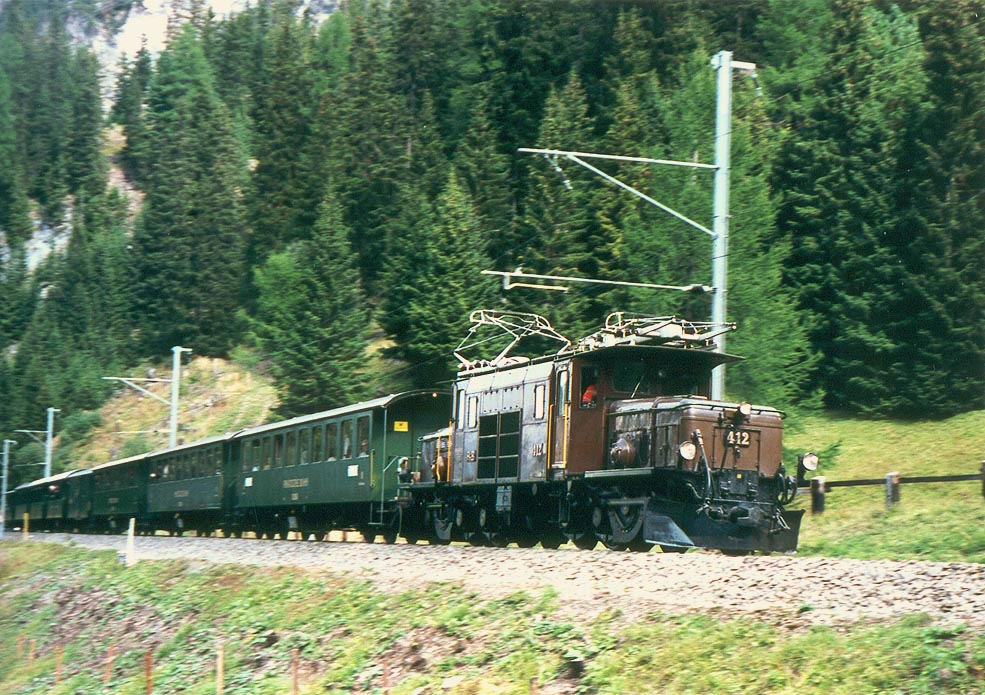
アルブラ線での412号機

レーティッシュ鉄道Ge6/6I形電気機関車（レーティッシュてつどうGe6/6Iがたでんきかんしゃ）はスイスのレーティッシュ鉄道の電気機関車である。

## 概要
スイス連邦鉄道（SBB、スイス国鉄）のゴッタルド峠で使用されていたクロコダイルと同様の形状をしているので、鉄道愛好家にはレーティッシュ・クロコダイルの愛称で呼ばれる。6/6は車軸配置を表し、6軸中、6軸が動輪である事を表す。Ge6/6I形のIは製造時はなく、後に同様の6/6の車軸配置を持つGe6/6II形が導入されたので区別する為にIがつけられた。
1921年に6両製造された。これはアルブラ線が1919年に電化された事にあわせての事だった。従来のGe2/4形やGe4/6形よりも強力だった。製造したのはSLM、BBCとMFOである。1929年までにレーティッシュ鉄道は15両を投入して旧来の蒸気機関車を置き換えた。また、現在まで続く氷河急行にも充当されている。
Ge6/6I 407号機は1994年に廃車となり、Berguen駅前にモニュメントとして展示された。運行開始から50年以上たった1974年、401号機が事故で破損した。遡る事、1958年から新型のGe6/6II形が徐々に導入された。1973年からはGe4/4II形が導入され、ますます活躍の場は減った。1984年には6両が退役した。現在では414、415が稼動状態にある。412号機は氷河急行75周年記念塗装として2006年に紺色に塗装されアルペンプルマンクラシックを牽引した。
Ge6/6I形は全長13.3m、重量66t、出力794kw、最高速度55km/hである。

## 経歴
| レーティッシュ鉄道のGe 6/6 I機関車の一覧 |                |            | |
| 運用番号                                 | 運行開始年月日 | 退役した年 | その後の状態                                                                                               |
| 401                                      | 30.06.1921     | 1974       | 1975年、事故後、解体                                                                                       |
| 402                                      | 11.07.1921     | 1985       | ルツェルンの交通博物館にて保存                                                                             |
| 403                                      | 19.07.1921     | 1984       | 解体 |
| 404                                      | 30.07.1921     | 1984       | 解体 |
| 405                                      | 19.08.1921     | 1984       | 解体 |
| 406                                      | 16.09.1921     | 1984       | Ausstellungsstück im BBC-Werk Oerlikon, 1999 Denkmal im ABB-Werk Pratteln, seit 2005 im Bahnmuseum Kerzers |
| 407                                      | 20.07.1922     | 1985       | an Schweizerische Bankgesellschaft Zürich, 1994 Denkmal am Bahnhof Bergün                                  |
| 408                                      | 12.08.1922     | 1984       | 解体 |
| 409                                      | 29.08.1922     | 1984       | 解体 |
| 410                                      | 24.10.1922     | 1984       | 解体 |
| 411                                      | 26.10.1925     | 2000       | 2001年、事故に逢う。現在はミュンヘンのドイツ博物館に保存                                                   |
| 412                                      | 27.11.1925     | 2008       | 解体 |
| 413                                      | 17.06.1929     | 1993       | ギアボックスが故障したので1996年に廃車                                                                     |
| 414                                      | 25.06.1929     | --         | 動態保存                                                                                                   |
| 415                                      | 02.07.1929     | --         | 動態保存                                                                                                   |
|                                          |                |            | |